# Drevljané

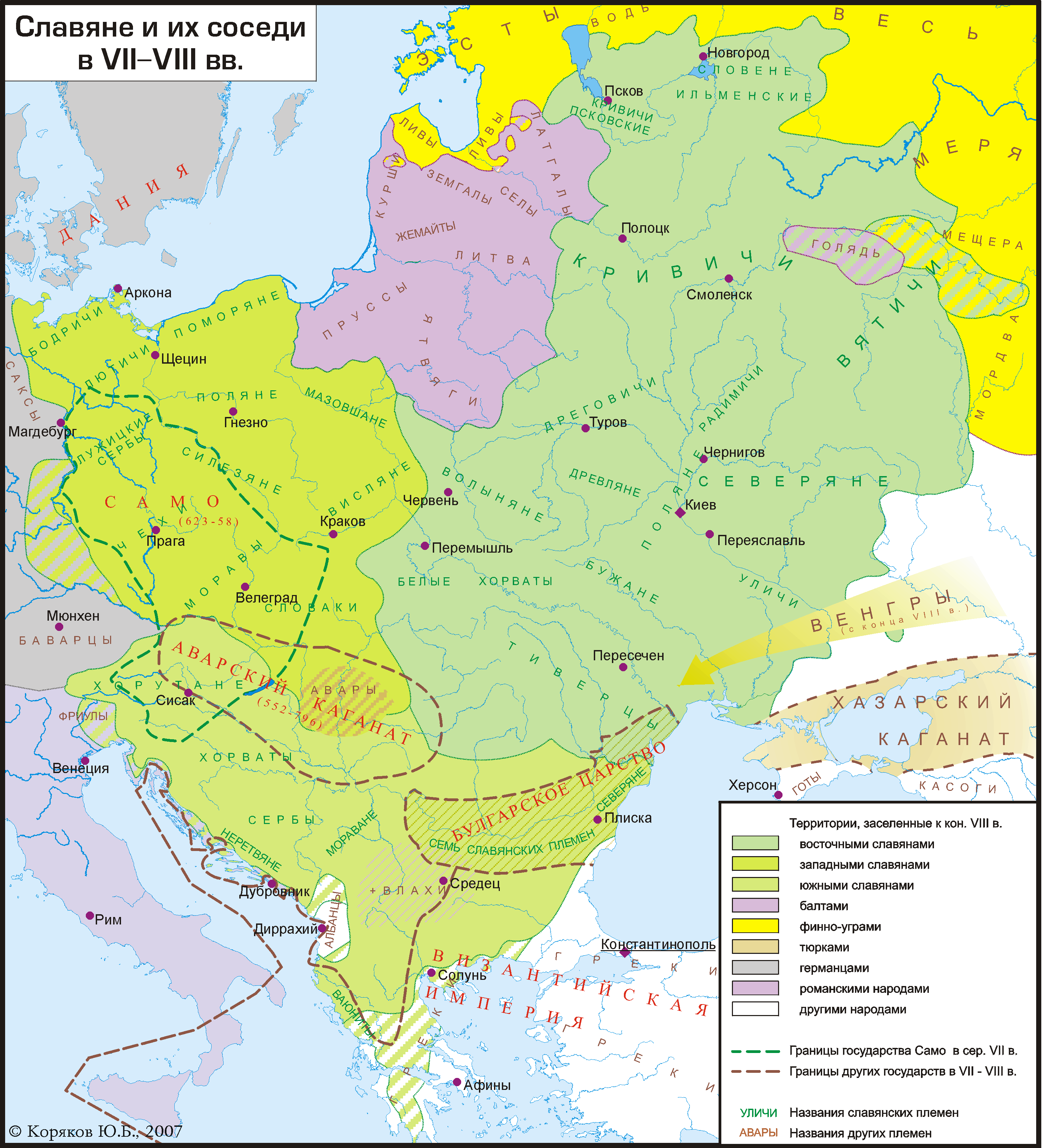
Mapa osídlení Slovanů a jejich sousedů na konci 8. století

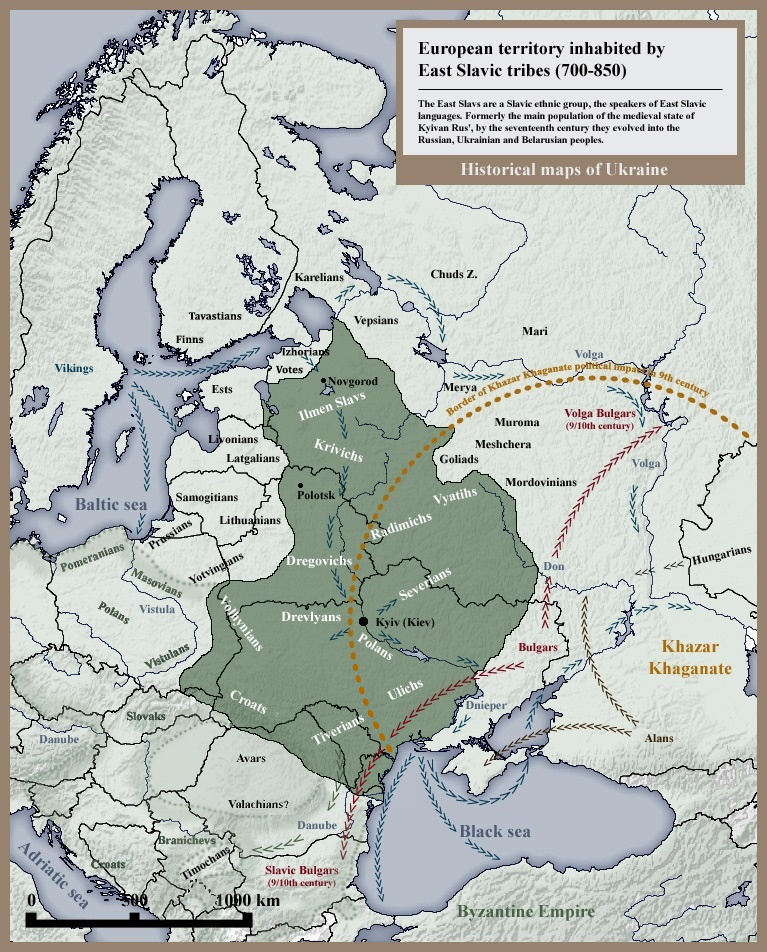
Východní Slované, 9. století

Drevljané (rusky древля́не) byli východoslovanský kmen, který sídlil na území dnešního ukrajinského regionu Polesí, především v Žytomyrské oblasti a na západě Kyjevské oblasti. Z východu jejich území ohraničoval Dněpr a ze severu Pripjať, za níž žili Dregoviči. Ke Kyjevské Rusi bylo území Drevljanů připojeno za vlády kněžny Olgy v roce 946.
Jméno etnika Drevljané (древляне), jež je uvedeno v Nestorově Povesti vremennych let, mohlo být odvozeno od toho, že žili v lesích.